# لازار بوبوفيتش (لاعب كرة قدم)
لازار بوبوفيتش هو لاعب كرة قدم صربي في مركز الهجوم، ولد في 10 يناير 1983 في بلغراد في صربيا. شارك مع منتخب صربيا تحت 21 سنة لكرة القدم. أما مع النوادي، فقد لعب مع جيلييزنيتشار ساراييفو ونادي بريست ونادي تشوكاريتشكي ونادي كافالا ونادي كوكسي.

## وصلات خارجية
- لازار بوبوفيتش (لاعب كرة قدم) على موقع دوري كوريا الجنوبية (الإنجليزية)
- لازار بوبوفيتش (لاعب كرة قدم) على موقع رابطة كرة القدم الفرنسية للمحترفين (الإنجليزية)
- لازار بوبوفيتش (لاعب كرة قدم) على موقع قاعدة بيانات كرة القدم.إي يو (الإنجليزية)